# یواس‌اس اینگراهام (اف‌اف‌جی-۶۱)
یواس‌اس اینگراهام (اف‌اف‌جی-۶۱) (به انگلیسی: USS Ingraham (FFG-61)) یک کشتی است که طول آن 453 ft (138.1 m), overall می‌باشد. این کشتی در سال ۱۹۸۸ ساخته شد.